# Peer, Belgien
Peer är en kommun i Belgien.   Den ligger i provinsen Limburg och regionen Flandern, i den nordöstra delen av landet, 80 km öster om huvudstaden Bryssel. Antalet invånare är 16 202. Peer gränsar till Bocholt.
Omgivningarna runt Peer är en mosaik av jordbruksmark och naturlig växtlighet. Runt Peer är det ganska tätbefolkat, med 214 invånare per kvadratkilometer.